# Nepál az 1972. évi nyári olimpiai játékokon
Nepál az NSZK-beli Münchenben megrendezett 1972. évi nyári olimpiai játékok egyik részt vevő nemzete volt. Az országot az olimpián 1 sportágban 2 sportoló képviselte, akik érmet nem szereztek.

## Atlétika
Férfi
| Versenyző                  | Versenyszám | Döntő         | Döntő         |
| Versenyző                  | Versenyszám | Idő           | Helyezés      |
| -------------------------- | ----------- | ------------- | ------------- |
| Jit Bahadur Khatri Chhetri | Maraton     | nem ért célba | nem ért célba |
| Bhakta Bahadur Sapkota     | Maraton     | 2:57:58       | 60.           |